# Javra quadriannulata
Javra quadriannulata är en stekelart som först beskrevs av Gabriel Strobl 1901.  Javra quadriannulata ingår i släktet Javra och familjen brokparasitsteklar. Inga underarter finns listade i Catalogue of Life.